# 류보슬라프 페네프
류보슬라프 믈라데노프 페네프(불가리아어: Любослав Младенов Пенев, 1966년 8월 31일, 도브리치 ~)는 불가리아의 축구 감독이자 전직 프로 선수이다.
페네프는 불가리아와 스페인 무대에서 스트라이커로 활약했다. 그는 1984년에 CSKA 소피아에서 신고식을 치러 불가리아 리그를 2번 불가리아 컵을 3번 우승했다. 1989년, 그는 발렌시아로 건너가 라 리가의 손꼽히는 골잡이로 우뚝 섰다. 발렌시아에서 6년을 보낸 페네프는 아틀레티코 마드리드로 이적하여 1995-96 시즌에 리그와 컵대회를 모두 석권했다. 아틀레티코를 떠난 후, 그는 콤포스텔라, 셀타 비고, CSKA 소피아, 그리고 로코모티프 플로브디프에서 활약했다.

## 클럽 경력
페네프가 프로 무대 신고식을 치렀던 구단은 불가리아 수도를 연고로 하는 CSKA 소피아였다. 그는 1984년에 18세의 나이로 1군 신고식을 치렀다. CSKA는 1980년대 말에 1990년대 국가대표팀을 이끌었던 흐리스토 스토이치코프를 비롯한 불가리아 거성들의 "출신 구단"이었다. 루보가 활약하던 시절의 동기로는 수비수 트리폰 이바노프, 측면 미드필더 에밀 코스타디노프, 그리고 스트라이커 흐리스토 스토이치코프가 있었다. CSKA 소속으로, 페네프는 불가리아 1부 리그를 2번(1987년과 1989년) 우승했고, 불가리아 컵도 3번 우승했다.(1987년, 1988년, 1989년) 그는 1988년에 불가리아 올해의 축구인으로 지명되기도 했다.
1989년, 불가리아 축구계의 거물로 도약한 페네프는 라 리가 무대로 옮기면서 현역 시절의 방점을 찍었다. 그는 스페인 1부 리그에 네 구단 소속으로 뛰었다: 발렌시아, 아틀레티코 마드리드, SD 콤포스텔라, 그리고 셀타 비고. 스페인 무대 정점을 찍은 시즌은 아틀레티코와 동행한 1995-96 시즌으로, 구단은 리그와 코파를 모두 석권했다. 페네프는 44경기(리그와 컵 경기 출전 횟수 합계)에서 22골을 기록하며 "2관왕"주역들 중 가장 효율적인 선수였다.

## 국가대표팀 경력
1987년 5월 20일, 그는 3-0으로 이긴 룩셈부르크와의 유로 1988 예선 안방 경기에 선발로 출전하며 국가대표팀 첫 경기를 치렀고, 후반전에 페타르 알렉산드로프와 교체되어 나갔다. 페네프는 불가리아를 대표로 잉글랜드에서 열린 유로 1996과 프랑스에서 열린 1998년 월드컵에 참가했다. 그는 1994년 월드컵은 그해 초 고환암 진단을 받으면서 참가하지 못했다. 같은 사유로, 그는 잉글랜드에서 열린 유로 1996의 루마니아전에서 나스코 시라코프와 교체되어 나갔다.

### 국가대표팀 득점 기록
아래의 점수에서 왼쪽의 점수가 불가리아의 점수이며, 점수 열은 페네프 득점 직후의 점수를 나타낸다..
| #   | 날짜             | 경기장                                     | 상대           | 점수 | 최종결과 | 대회                 |
| --- | ---------------- | ------------------------------------------ | -------------- | ---- | -------- | -------------------- |
| 1   | 1988년 3월 23일  | 불가리아 소피아 바실 레프스키              | 체코슬로바키아 | 2–0  | 2–0      | 친선경기             |
| 2   | 1988년 5월 24일  | 네덜란드 로테르담 더 카위프                | 네덜란드       | 2–1  | 2–1      | 친선경기             |
| 3   | 1988년 8월 7일   | 아이슬란드 레이캬비크 뢰이가르달스뵈들뤼르 | 아이슬란드     | 2–2  | 3–2      | 친선경기             |
| 4   | 1988년 8월 24일  | 폴란드 비아위스토크 헤트만 스타디온        | 폴란드         | 2–3  | 2–3      | 친선경기             |
| 5   | 1988년 9월 21일  | 불가리아 소피아 바실 레프스키 국립 경기장  | 소련           | 1–1  | 2–2      | 친선경기             |
| 6   | 1991년 5월 22일  | 산마리노 세라발레 올림피코                 | 산마리노       | 3–0  | 3–0      | 유로 1992 예선전     |
| 7   | 1991년 10월 16일 | 불가리아 소피아 발가르스카 아르미아        | 산마리노       | 1–0  | 4–0      | 유로 1992 예선전     |
| 8   | 1992년 12월 2일  | 이스라엘 라마트 간 라마트간 스타디움       | 이스라엘       | 2–0  | 2–0      | 1994년 월드컵 예선전 |
| 9.  | 1993년 10월 13일 | 불가리아 소피아 바실 레프스키 국립 경기장  | 오스트리아     | 1–0  | 4–1      | 1994년 월드컵 예선전 |
| 10  | 1993년 10월 13일 | 불가리아 소피아 바실 레프스키 국립 경기장  | 오스트리아     | 3–1  | 4–1      | 1994년 월드컵 예선전 |
| 11. | 1995년 3월 29일  | 불가리아 소피아 바실 레프스키 국립 경기장  | 웨일스         | 2–0  | 3–1      | 유로 1996 예선전     |
| 12  | 1995년 3월 29일  | 불가리아 소피아 바실 레프스키 국립 경기장  | 웨일스         | 3–0  | 3–1      | 유로 1996 예선전     |
| 13  | 1997년 8월 20일  | 불가리아 소피아 바실 레프스키 국립 경기장  | 이스라엘       | 1–0  | 1–0      | 1998년 월드컵 예선전 |
| 14  | 1998년 4월 22일  | 불가리아 소피아 바실 레프스키 국립 경기장  | 모로코         | 1–0  | 2–1      | 친선경기             |

## 수상

### 선수
CSKA 소피아
- 불가리아 리그: 1986–87, 1988–89
- 불가리아 컵: 1984–85, 1986–87, 1987–88, 1988–89
- 소비에트군 컵: 1985, 1986, 1989
- 불가리아 슈퍼컵: 1989

아틀레티코 마드리드
- 라 리가: 1995–96
- 코파 델 레이: 1995–96

개인
- 불가리아 올해의 축구인: 1988